# Naturally
Naturally je píseň americké pop/rockové skupiny Selena Gomez & the Scene. Píseň pochází z jeho debutového alba Kiss & Tell. Produkce se ujali producenti Antonina Armato a Tim James.

## Hitparáda
| Země      | Umístění |
| --------- | -------- |
| USA       | 29       |
| Kanada    | 18       |
| Austrálie | 46       |
| Německo   | 14       |
| Evropa    | 19       |
| Česko     | 39       |